# Buddaguppe, Maddur
Buddaguppe là một làng thuộc tehsil Maddur, huyện Mandya, bang Karnataka, Ấn Độ.